# Mistrovství Evropy ve vzpírání 2009
88. mužské a 22. ženské Mistrovství Evropy ve vzpírání se konalo od 3. do 12. dubna 2009 v rumunské Bukurešti.
Českou republiku reprezentovali 4 muži a 2 ženy. Lenka Orságová skončila v kategorii do 63 kilogramů šestá, stejně skončil i Jiří Orság v mužské kategorii nad 105 kilogramů. Sedmá místa vybojovali Lukáš Cibulka (do 94 kg) a Petr Sobotka (nad 105 kg). Petr Slabý skončil desátý (do 62 kg). Pavla Kladivová (do 69 kg) neuspěla na základní váze v trhu a v dvojboji nebyla klasifikována.
Nejlepší výkony mistrovství zaznamenali Arakel Mirzojan z Arménie (452,5 bS.) a Natalja Zabolotná z Ruska (301,5 bS.). Nejúspěšnější zemí se stalo Rusko.

## Přehled medailistů

### Muži

#### Do 56 kg
| Disciplína | Disciplína | Zlato         | Zlato  | Stříbro       | Stříbro | Bronz         | Bronz  |
| –56 kg     | Dvojboj    | Tom Goegebuer | 252 kg | Vito Dellino  | 247 kg  | Igor Grabucea | 246 kg |
| –56 kg     | Trh        | Tom Goegebuer | 115 kg | Sedat Artuç   | 110 kg  | Igor Grabucea | 110 kg |
| –56 kg     | Nadhoz     | Vito Dellino  | 138 kg | Tom Goegebuer | 137 kg  | Igor Grabucea | 136 kg |

#### Do 62 kg
| Disciplína | Disciplína | Zlato       | Zlato  | Stříbro             | Stříbro | Bronz               | Bronz  |
| –62 kg     | Dvojboj    | Erol Bilgin | 293 kg | Zülfüqar Süleymanov | 285 kg  | Dimítris Minasídis  | 284 kg |
| –62 kg     | Trh        | Erol Bilgin | 133 kg | Dimítris Minasídis  | 127 kg  | Zülfüqar Süleymanov | 125 kg |
| –62 kg     | Nadhoz     | Erol Bilgin | 160 kg | Zülfüqar Süleymanov | 160 kg  | Dimítris Minasídis  | 157 kg |

#### Do 69 kg
| Disciplína | Disciplína | Zlato           | Zlato  | Stříbro         | Stříbro | Bronz             | Bronz  |
| –69 kg     | Dvojboj    | Arakel Mirzojan | 336 kg | Vencelas Dabaya | 333 kg  | Vladislav Lukanin | 330 kg |
| –69 kg     | Trh        | Arakel Mirzojan | 151 kg | Ninel Miculescu | 150 kg  | Vencelas Dabaya   | 147 kg |
| –69 kg     | Nadhoz     | Vencelas Dabaya | 186 kg | Arakel Mirzojan | 185 kg  | Vladislav Lukanin | 183 kg |

#### Do 77 kg
| Disciplína | Disciplína | Zlato            | Zlato  | Stříbro         | Stříbro | Bronz              | Bronz  |
| –77 kg     | Dvojboj    | Mikalaj Čarnjak  | 344 kg | Erkand Qerimaj  | 342 kg  | Dmitrij Ivaněnko   | 341 kg |
| –77 kg     | Trh        | Dmitrij Ivaněnko | 156 kg | Mikalaj Čarnjak | 155 kg  | Viktor Gumán       | 155 kg |
| –77 kg     | Nadhoz     | Erkand Qerimaj   | 190 kg | Mikalaj Čarnjak | 189 kg  | Piotr Chruściewicz | 189 kg |

#### Do 85 kg
| Disciplína | Disciplína | Zlato          | Zlato  | Stříbro            | Stříbro | Bronz           | Bronz  |
| –85 kg     | Dvojboj    | Aleksej Jufkin | 369 kg | İntiqam Zairov     | 368 kg  | Mikalaj Novikau | 367 kg |
| –85 kg     | Trh        | İntiqam Zairov | 168 kg | Adrian Zieliński   | 167 kg  | Mikalaj Novikau | 166 kg |
| –85 kg     | Nadhoz     | Aleksej Jufkin | 205 kg | Benjamin Hennequin | 204 kg  | Plamen Boev     | 203 kg |

#### Do 94 kg
| Disciplína | Disciplína | Zlato        | Zlato  | Stříbro            | Stříbro | Bronz              | Bronz  |
| –94 kg     | Dvojboj    | Jürgen Spieß | 390 kg | Nikólaos Kourtídis | 385 kg  | Andrej Děmanov     | 380 kg |
| –94 kg     | Trh        | Artem Ivanov | 182 kg | Jürgen Spieß       | 178 kg  | Nikólaos Kourtídis | 175 kg |
| –94 kg     | Nadhoz     | Jürgen Spieß | 212 kg | Nikólaos Kourtídis | 210 kg  | Andrej Děmanov     | 210 kg |

#### Do 105 kg
| Disciplína | Disciplína | Zlato             | Zlato  | Stříbro             | Stříbro | Bronz               | Bronz  |
| –105 kg    | Dvojboj    | Vladimir Smorčkov | 411 kg | Oleksij Torochtij   | 405 kg  | Ramūnas Vyšniauskas | 405 kg |
| –105 kg    | Trh        | Vladimir Smorčkov | 190 kg | Roman Konstantinov  | 183 kg  | Ramūnas Vyšniauskas | 182 kg |
| –105 kg    | Nadhoz     | Oleksij Torochtij | 224 kg | Ramūnas Vyšniauskas | 223 kg  | Vladimir Smorčkov   | 221 kg |

#### Nad 105 kg
| Disciplína | Disciplína | Zlato        | Zlato  | Stříbro          | Stříbro | Bronz            | Bronz  |
| +105 kg    | Dvojboj    | Ihor Šymečko | 433 kg | Almir Velagic    | 418 kg  | Jevgenij Pisarev | 418 kg |
| +105 kg    | Trh        | Ihor Šymečko | 203 kg | Jevgenij Pisarev | 193 kg  | Almir Velagic    | 190 kg |
| +105 kg    | Nadhoz     | Ihor Šymečko | 230 kg | Grzegorz Kleszcz | 229 kg  | Almir Velagic    | 228 kg |

### Ženy

#### Do 48 kg
| Disciplína | Disciplína | Zlato            | Zlato  | Stříbro           | Stříbro | Bronz             | Bronz  |
| –48 kg     | Dvojboj    | Nurcan Taylanová | 196 kg | Cristina Iovuová  | 171 kg  | Marzena Karpińská | 170 kg |
| –48 kg     | Trh        | Nurcan Taylanová | 88 kg  | Marzena Karpińská | 78 kg   | Cristina Iovuová  | 75 kg  |
| –48 kg     | Nadhoz     | Nurcan Taylanová | 108 kg | Cristina Iovuová  | 96 kg   | Marzena Karpińská | 92 kg  |

#### Do 53 kg
| Disciplína | Disciplína | Zlato               | Zlato  | Stříbro           | Stříbro | Bronz             | Bronz  |
| –53 kg     | Dvojboj    | Natalija Trocenková | 192 kg | Aylin Daşdelenová | 187 kg  | Emine Bilginová   | 186 kg |
| –53 kg     | Trh        | Natalija Trocenková | 87 kg  | Emine Bilginová   | 83 kg   | Aylin Daşdelenová | 82 kg  |
| –53 kg     | Nadhoz     | Natalija Trocenková | 105 kg | Aylin Daşdelenová | 105 kg  | Emine Bilginová   | 103 kg |

#### Do 58 kg
| Disciplína | Disciplína | Zlato                | Zlato  | Stříbro              | Stříbro | Bronz           | Bronz  |
| –58 kg     | Dvojboj    | Nastassja Novikavová | 216 kg | Julija Kalinová      | 212 kg  | Romela Begajová | 207 kg |
| –58 kg     | Trh        | Romela Begajová      | 96 kg  | Nastassja Novikavová | 96 kg   | Julija Kalinová | 95 kg  |
| –58 kg     | Nadhoz     | Nastassja Novikavová | 120 kg | Julija Kalinová      | 117 kg  | Roxana Cocoşová | 114 kg |

#### Do 63 kg
| Disciplína | Disciplína | Zlato           | Zlato  | Stříbro            | Stříbro | Bronz                 | Bronz  |
| –63 kg     | Dvojboj    | Sibel Şimşeková | 236 kg | Ruth Kasiryeová    | 231 kg  | Světlana Carukajevová | 231 kg |
| –63 kg     | Trh        | Sibel Şimşeková | 108 kg | Ruth Kasiryeová    | 107 kg  | Světlana Carukajevová | 103 kg |
| –63 kg     | Nadhoz     | Sibel Şimşeková | 128 kg | Meliné Daluzjanová | 128 kg  | Světlana Carukajevová | 128 kg |

#### Do 69 kg
| Disciplína | Disciplína | Zlato            | Zlato  | Stříbro            | Stříbro | Bronz              | Bronz  |
| –69 kg     | Dvojboj    | Oxana Slivenková | 255 kg | Nazik Avdaljanová  | 245 kg  | Taťána Matvejevová | 239 kg |
| –69 kg     | Trh        | Oxana Slivenková | 115 kg | Nazik Avdaljanová  | 110 kg  | Julija Arťomovová  | 108 kg |
| –69 kg     | Nadhoz     | Oxana Slivenková | 140 kg | Taťána Matvejevová | 137 kg  | Nazik Avdaljanová  | 135 kg |

#### Do 75 kg
| Disciplína | Disciplína | Zlato             | Zlato  | Stříbro                | Stříbro | Bronz                  | Bronz  |
| –75 kg     | Dvojboj    | Natalja Zabolotná | 265 kg | Hripsimé Churšudjanová | 253 kg  | Lidia Valentínová      | 252 kg |
| –75 kg     | Trh        | Natalja Zabolotná | 120 kg | Lidia Valentínová      | 120 kg  | Hripsimé Churšudjanová | 116 kg |
| –75 kg     | Nadhoz     | Natalja Zabolotná | 145 kg | Hripsimé Churšudjanová | 137 kg  | Lidia Valentínová      | 132 kg |

#### Nad 75 kg
| Disciplína | Disciplína | Zlato             | Zlato  | Stříbro            | Stříbro | Bronz              | Bronz  |
| +75 kg     | Dvojboj    | Taťána Kaširinová | 280 kg | Natalja Gagarinová | 253 kg  | Julija Dovhalová   | 252 kg |
| +75 kg     | Trh        | Taťána Kaširinová | 125 kg | Julija Dovhalová   | 111 kg  | Natalja Gagarinová | 110 kg |
| +75 kg     | Nadhoz     | Taťána Kaširinová | 155 kg | Natalja Gagarinová | 143 kg  | Julija Dovhalová   | 141 kg |

## Medaile podle zúčastněných zemí
| Pořadí | Stát        | Zlato | Stříbro | Bronz |
| ------ | ----------- | ----- | ------- | ----- |
| 1.     | Rusko       | 14    | 5       | 12    |
| 2.     | Turecko     | 9     | 4       | 3     |
| 3.     | Ukrajina    | 8     | 4       | 4     |
| 4.     | Bělorusko   | 3     | 3       | 2     |
| 5.     | Arménie     | 2     | 6       | 2     |
| 6.     | Německo     | 2     | 2       | 2     |
| 7.     | Albánie     | 2     | 1       | 1     |
| 8.     | Belgie      | 2     | 1       | -     |
| 9.     | Ázerbájdžán | 1     | 3       | 1     |
| 10.    | Francie     | 1     | 2       | 1     |
| 11.    | Itálie      | 1     | 1       | -     |
| 12.    | Polsko      | -     | 3       | 3     |
| 13.    | Moldávie    | -     | 2       | 4     |
| 14.    | Řecko       | -     | 2       | 1     |
| 15.    | Norsko      | -     | 2       | -     |
| T16    | Kypr        | -     | 1       | 2     |
| T16    | Litva       | -     | 1       | 2     |
| T16    | Španělsko   | -     | 1       | 2     |
| 19.    | Rumunsko    | -     | 1       | 1     |
| T20    | Bulharsko   | -     | -       | 1     |
| T20    | Slovensko   | -     | -       | 1     |